# Distretto di Horodok (oblast' di Leopoli)
Il distretto di Horodok (in ucraino Городоцький район?, Horodoc'kyj rajon) è stato un distretto (raion) dell'Ucraina, situato nell'oblast' di Leopoli. Aveva come capoluogo Horodok.
In seguito alla riforma amministrativa del 2020 il distretto è stato soppresso e il suo territorio inglobato nel distretto di Leopoli, di nuova istituzione.
Comprendeva tre comunità territoriali: Horodok, Komarno e Velykyj Ljubin'.